# بيتر نورث
بيتر نورث هو سياسي كندي، ولد في 23 أغسطس 1960 في كندا. حزبياً، نشط في الحرب الديمقراطي الجديد لأونتاريو. وقد انتخب عضو برلمان مقاطعة أونتاريو (1990 – 1999).